# Lakshmisagara, Tumkur
Lakshmisagara là một làng thuộc tehsil Tumkur, huyện Tumkur, bang Karnataka, Ấn Độ.